# Ziam (film)
Ziam è un film del 2025 diretto da Kulp Kaljareuk.

## Trama
L'ex lottatore di Muay thai Sing deve usare tutte le sue abilità e tutta la sua grinta e velocità per salvare la sua fidanzata e sopravvivere in una battaglia contro un'orda di zombie.

## Distribuzione
Il film è stato distribuito in streaming sulla piattaforma Netflix il 9 luglio 2025.